# Málaga CF
Málaga Club de Fútbol är en professionell fotbollsklubb i Málaga i Spanien. Klubben har spelat 35 säsonger i spanska högstadivisionen.

## Historia
Klubben bildades 1904 som Málaga Football Club efter en sammanslagning av de lokala klubbarna F.C. Malagueño, Real Málaga F.C., Málaga Sport Club, Club Deportivo Malacitano, Club Deportivo Málaga och Club Atlético Malagueño.
1933 döptes klubben om till Club Deportivo de Malaga (CD Malaga) efter ännu en sammanslagning med rivalklubben F.C. Malagueño.
1948 tog klubben över en juniorklubb, CD Santo Tomás med syfte att skapa ett reservlag. Reservlaget döptes till Club Atlético Malagueño, och återupplivade därmed en av klubbarna som var med i sammanslagningen som grundade klubben. 
Club Atlético Malagueño spelade under de kommande åren bättre än förväntat, samtidigt som CD Málaga underpresterade. Detta ledde till att de två lagen säsongen 1959/60 hamnade i samma division. Eftersom ett A-lag och reservlag inte får spela i samma division skulle CA Malagueño ha blivit tvångsrelegerade. Detta undveks genom att separera klubbarna och spela som två självständiga lag.  
CD Málaga hamnade i början på 90-talet i en svår ekonomisk situation vilket ledde till att klubben 1992 upplöstes. CA Malagueño däremot, fortsatte spela, trots att man också befann sig i ekonomisk kris. Därför bestämdes året därpå att klubben skulle omvandlas och byta namn till Málaga Club de Fútbol och det bestämdes att klubben skulle bli den officiella efterföljaren till CD Málaga.